# Абдул Рахім
Абдул Рахім (11 лютого 1913, Афганістан — пом.?) — афганський легкоатлет, що представляв Афганістан на літніх Олімпійських іграх 1936.
Брав участь у одному виді легкоатлетичної програми:
| Подія          | Кваліфікація | Кваліфікація | Фінал      | Фінал      |
| Подія          | Результат    | Місце        | Результат  | Місце      |
| -------------- | ------------ | ------------ | ---------- | ---------- |
| Штовхання ядра | НД           | —            | Не пройшов | Не пройшов |

- не кваліфікувався до фінальної частини, не зумів показати потрібний для кваліфікації результат — 14.50 м